# Émile Cornet (pilote automobile)
Herbert-Élie « Émile » Cornet, habitant de Charleroi et fils d'un émailler de Gosselies, mort en décembre 1963, est un pilote automobile belge sur circuits.

## Biographie
Il est le premier conducteur après guerre à avoir été distingué du titre de Champion de Belgique des conducteurs, en 1949 par le Royal Automobile Club de Belgique (RACB).
Sa carrière s'étale entre 1927 (année où il est vainqueur de la course de côte de Wavre sur Amilcar 1.1L.) et 1950 (Grand Prix du Luxembourg).

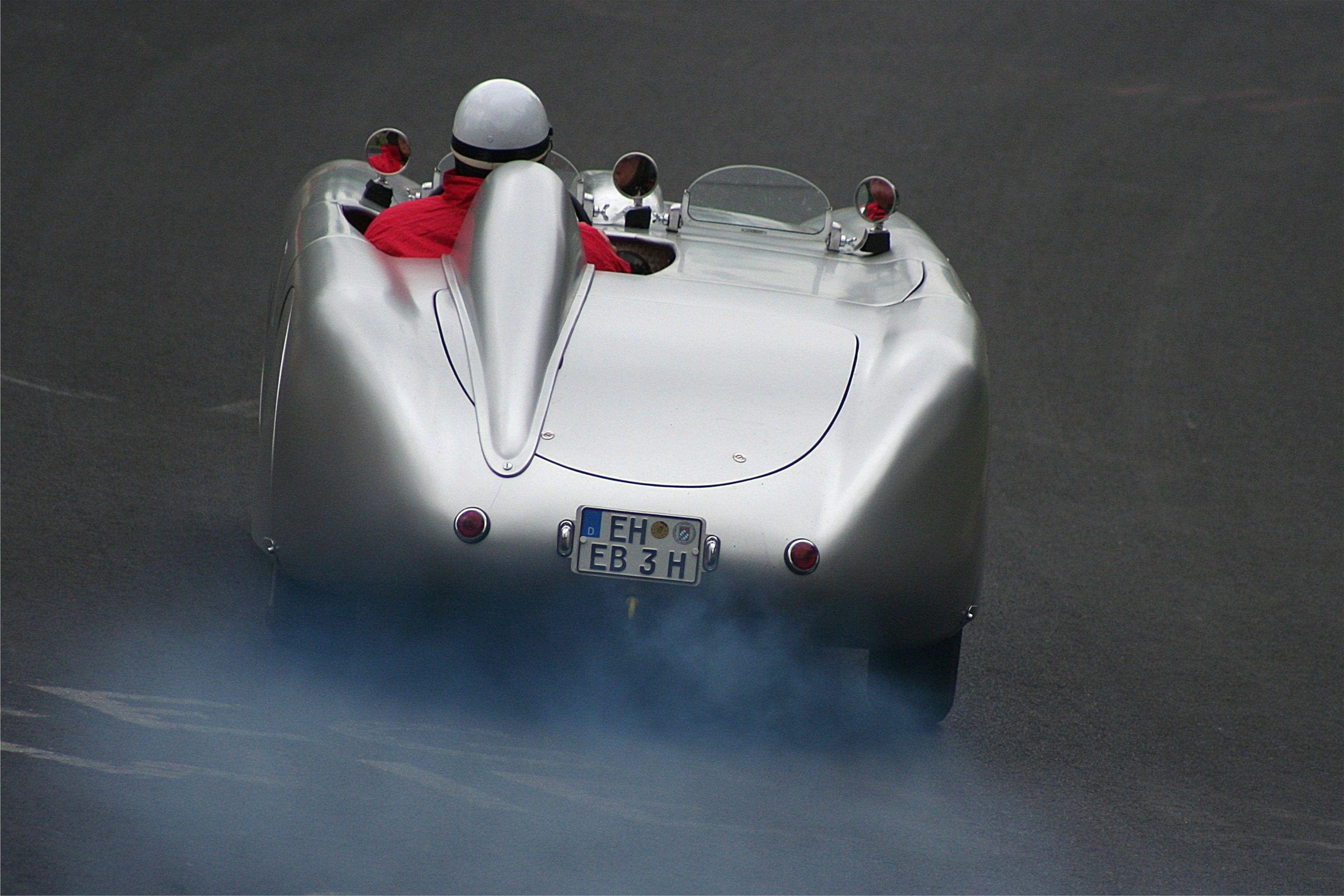
Une Veritas RS 1500 de l'année 1948.

Il remporte le Grand Prix des Frontières de Formule 2 en 1949 sur Veritas RS-BMW, dix-sept ans après avoir terminé deuxième de celui-ci en 1932 sur Bugatti T35 derrière Arthur Legat (ainsi que troisième en 1930 avec la T35, et quatrième en 1928 sur Amilcar, participant à six reprises consécutives à l'épreuve de 1928 à 1933). À 17 années d'écart, il est aussi présent lors des Grand Prix automobile de Belgique 1930 (sur Bugatti T35) et 1947 (sur Delahaye 135S).
Après guerre, il dispute aussi le Grand Prix de Stockholm en 1947, puis il termine deuxième des 24 Heures de Spa en 1948 sur une Fiat 1100 S de la Scuderia Ambrosiana, et troisième du premier Grand Prix de Bruxelles en 1949, sur Veritas RS-BMW voiturette.
Il devient une fois sa carrière en sport automobile achevée secrétaire particulier et attaché de presse du Prince Rainier II de Monaco -la fabrique familiale ayant fait faillite- tout en laissant son nom à l'un des modèles de la gamme Veritas dont il avait été l'importateur exclusif en Belgique.
(Nota Bene: un autre Émile Cornet, de Liège, fit partie en 1924 des membres fondateurs du Comité international des sports des Sourds)